# Teritorij
Teritorij je ozemlje določene države.
Na teritoriju država izvršuje oblast, bodisi s tiranijo bodisi s kako obliko demokratične in pravne vladavine.
Teritorij ene države od drugih držav razmejuje državna meja. Sestoji iz kopnega in teritorialnega morja. Ene države so večje od drugih (Seznam držav sveta po površini).
V zgodovini so bile zaradi ozemlja številne vojne.